# Lilla Brignone
Lilla Brignone, all'anagrafe Adelaide Brignone (Roma, 23 agosto 1913 – Roma, 24 marzo 1984), è stata un'attrice e doppiatrice italiana.

## Biografia
Fin da bambina frequentò set cinematografici e teatri, essendo figlia del regista Guido Brignone e dell'attrice Lola Visconti. A ventun anni debuttò quasi contemporaneamente in teatro nella compagnia di Kiki Palmer e nel cinema nel film Teresa Confalonieri, diretta dal padre. Attrice tra le più rappresentative del Novecento italiano, lavorò con importanti personaggi dello spettacolo come Ruggero Ruggeri, Memo Benassi, Renzo Ricci, Giorgio Strehler, Salvo Randone, Vittorio De Sica e Luchino Visconti. Nel dopoguerra le viene attribuito l'appellativo di "prima donna del teatro italiano".
Per l'asciuttezza e l'intensità interpretative che la contraddistinguevano, è ricordata in teatro anche per i ruoli di Vassilissa ne L'albergo dei poveri di Maksim Gor'kij (diretta da Strehler), de La signorina Giulia di August Strindberg (diretta da Visconti) e della signora Frola in Così è (se vi pare) di Pirandello (diretta da Giancarlo Sepe). Vinse il premio San Genesio nel 1955 per l'interpretazione di Come le foglie di Giuseppe Giacosa.
Fu compagna di vita e sulla scena di Gianni Santuccio con il quale formò una delle coppie più celebri della storia del teatro italiano. Amata anche dai registi cinematografici, fu diretta al cinema, oltreché dal padre Guido, tra gli altri da Salvatore Samperi, Pasquale Squitieri, Jean Delannoy, Bernard Borderie, Alberto Lattuada, Renato Castellani, Alessandro Blasetti, Michelangelo Antonioni. Nel 1972 è stata insignita con l'Oscar capitolino, premio simpatia dato a coloro i quali si sono distinti per solidarietà.
Muore a Roma il 24 marzo 1984; è sepolta al cimitero del Verano accanto al padre Guido ed alla madre Lola. Il 25 marzo 2024, il comune di Milano le dedica una piazzetta.

## Filmografia

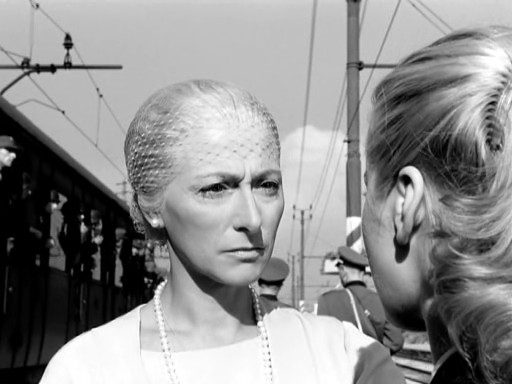
Lilla Brignone in Estate violenta (1959)

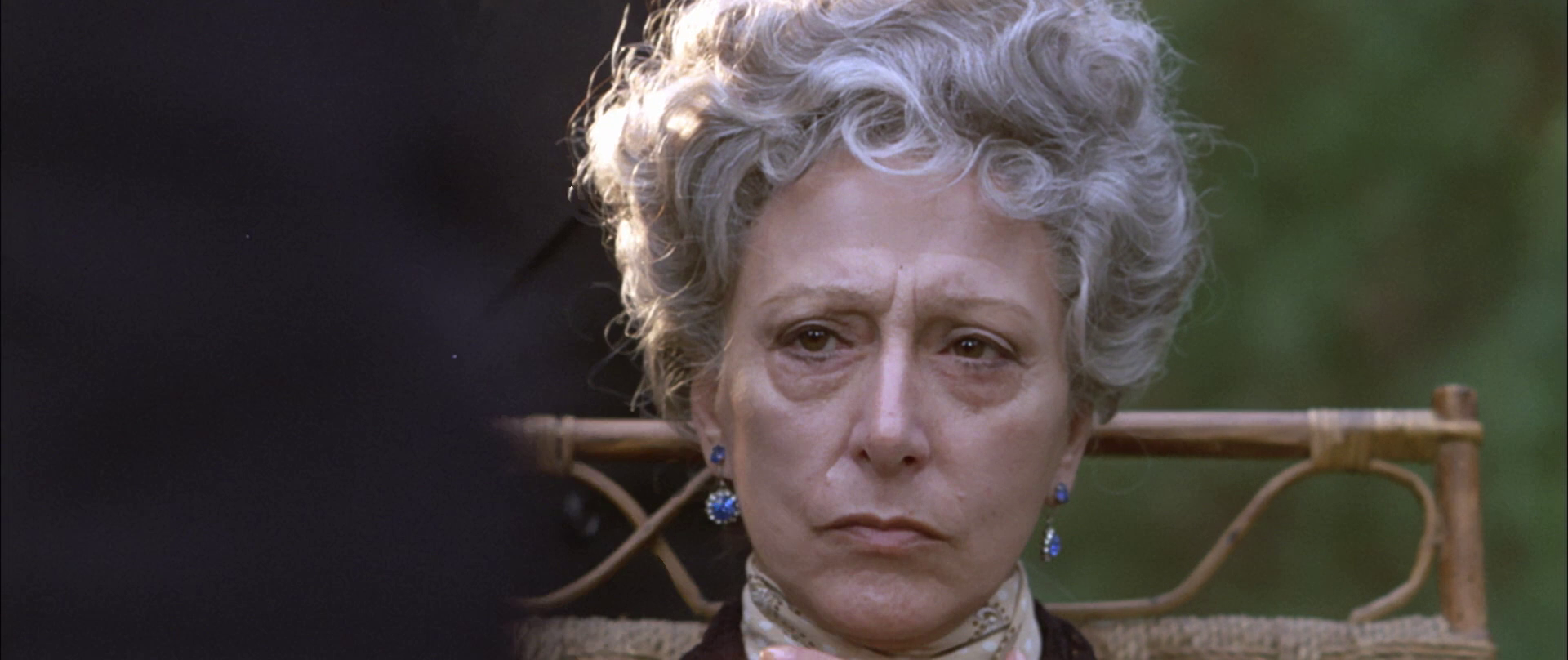
Lilla Brignone in Malizia (1973)

### Cinema
- Teresa Confalonieri, regia di Guido Brignone (1934)
- Passaporto rosso, regia di Guido Brignone (1935)
- Il serpente a sonagli, regia di Raffaello Matarazzo (1935)
- Lo smemorato, regia di Gennaro Righelli (1936)
- Trenta secondi d'amore, regia di Mario Bonnard (1936)
- Pensaci, Giacomino!, regia di Gennaro Righelli (1936)
- Vivere!, regia di Guido Brignone (1937)
- La cena delle beffe, regia di Alessandro Blasetti (1941)
- Scadenza trenta giorni, regia di Luigi Giacosi (1944)
- Porte chiuse, regia di Fernando Cerchio e Carlo Borghesio (1944)
- Il processo delle zitelle, regia di Carlo Borghesio (1944)
- Abbiamo vinto!, regia di Rogert Adolf Stemmle (1950)
- Donne proibite, regia di Giuseppe Amato (1953)
- La risaia, regia di Raffaello Matarazzo (1955)
- I sogni nel cassetto, regia di Renato Castellani (1957)
- Pezzo, capopezzo e capitano, regia di Wolfgang Staudte (1958)
- Estate violenta, regia di Valerio Zurlini (1959)
- Lettere di una novizia, regia di Alberto Lattuada (1960)
- Fantasmi a Roma, regia di Antonio Pietrangeli (1961)
- L'eclisse, regia di Michelangelo Antonioni (1962)
- La monaca di Monza, regia di Carmine Gallone (1962)
- L'amore difficile, regia di Luciano Lucignani, episodio L'avaro (1962)
- Venere imperiale, regia di Jean Delannoy (1962)
- Rocambole, regia di Bernard Borderie (1962)
- Un marito in condominio, regia di Angelo Dorigo (1963)
- L'attico, regia di Gianni Puccini (1963)
- Il giorno più corto, regia di Sergio Corbucci (1963)
- Tutto il bello dell'uomo, regia di Aldo Sinesio (1963)
- Coriolano eroe senza patria, regia di Giorgio Ferroni (1964)
- I promessi sposi, regia di Mario Maffei (1964)
- La bambolona, regia di Franco Giraldi (1968)
- Orgasmo, regia di Umberto Lenzi (1968)
- Camorra, regia di Pasquale Squitieri (1972)
- Malizia, regia di Salvatore Samperi (1973)
- La Tosca, regia di Luigi Magni (1973)
- Peccato veniale, regia di Salvatore Samperi (1974)
- Pianeta Venere, regia di Edda Tattoli (1974)
- Oh, Serafina!, regia di Alberto Lattuada (1976)
- Il deserto dei Tartari, regia di Valerio Zurlini (1976)
- Per amore, regia di Mino Giarda (1976)
- Delitti, amore e gelosia, regia di Luciano Secchi (1982)

### Televisione

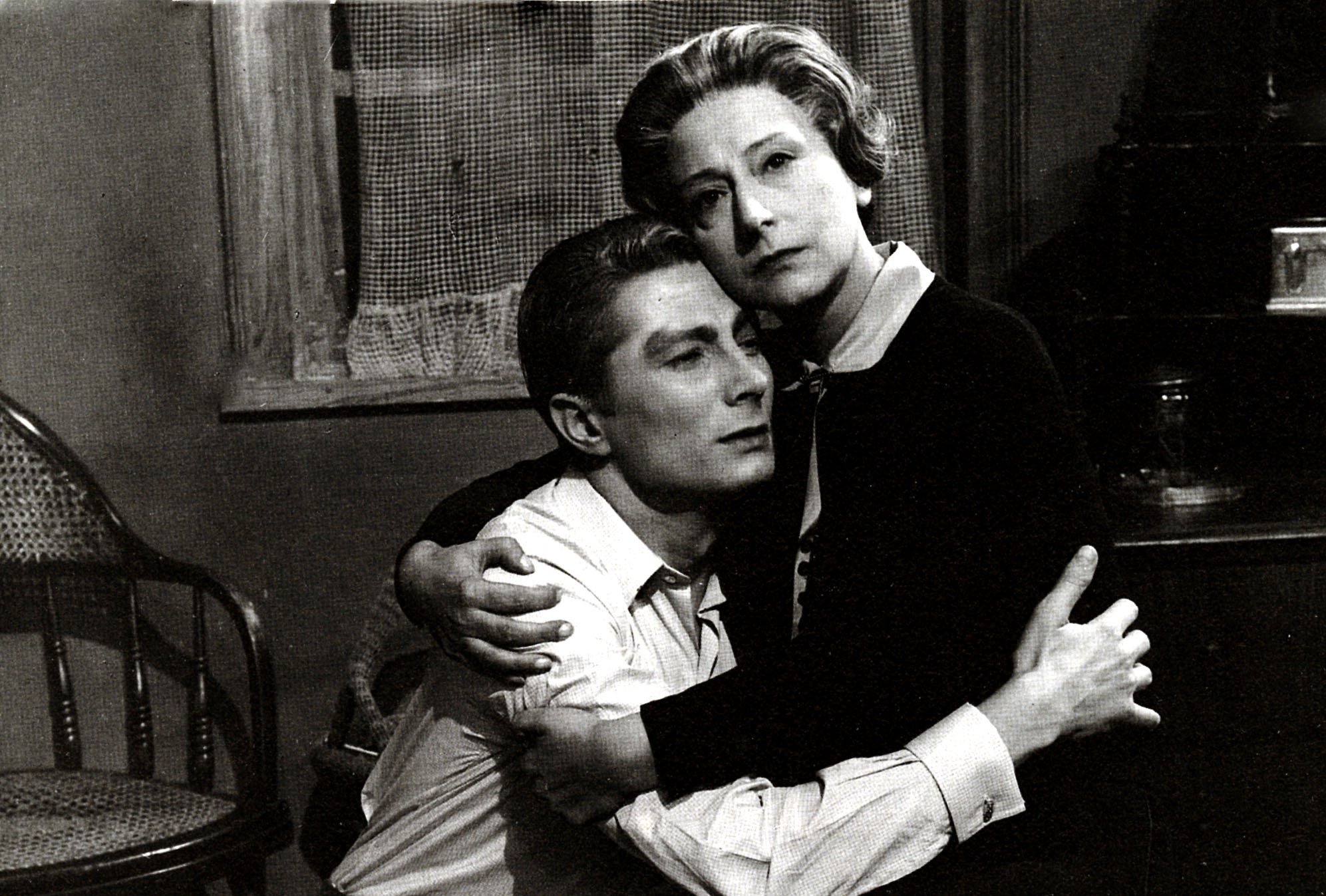
Lilla Brignone e Warner Bentivegna in Una tragedia americana (1962)

- Quella, regia di Guglielmo Morandi (1957)
- Casa di bambola, regia di Vittorio Cottafavi (1958)
- Le rispettabili signorine Arbuckle, regia di Alberto Gagliardelli (1959)[3]
- Una tragedia americana, regia di Anton Giulio Majano – miniserie TV (1962)
- Processo a Maria Antonietta di Belisario Randone, trasmessa il 18 gennaio 1962.
- Grandezza naturale, regia di Carlo Lodovici – film TV (1963)
- La figlia del capitano, regia di Leonardo Cortese – miniserie TV (1965)
- I promessi sposi – serie TV (1967)
- Figli d'arte, regia di Flaminio Bollini (1967)
- Maria Stuarda, regia di Edmo Fenoglio (1968)
- Un'estate, un inverno, regia di Mario Caiano – miniserie TV (1971)
- I mostri sacri, regia di Flaminio Bollini (1971)
- Danza di morte di August Strindberg (1971)
- I demoni, regia di Sandro Bolchi – miniserie TV (1972)
- Una donna senza importanza di Oscar Wilde, regia di Ottavio Spadaro (1972)
- La traccia verde, regia di Silvio Maestranzi – miniserie TV (1975)
- In memoria di una signora amica di Giuseppe Patroni Griffi, regia di Mario Ferrero, trasmessa dalla Rete 2 il 28 ottobre 1978.

Prese parte inoltre nel 1958, insieme a Carlo Campanini, ad una serie di episodi della rubrica pubblicitaria televisiva Carosello, testimonial delle calze da donna SiSi (Piva).

## Teatro

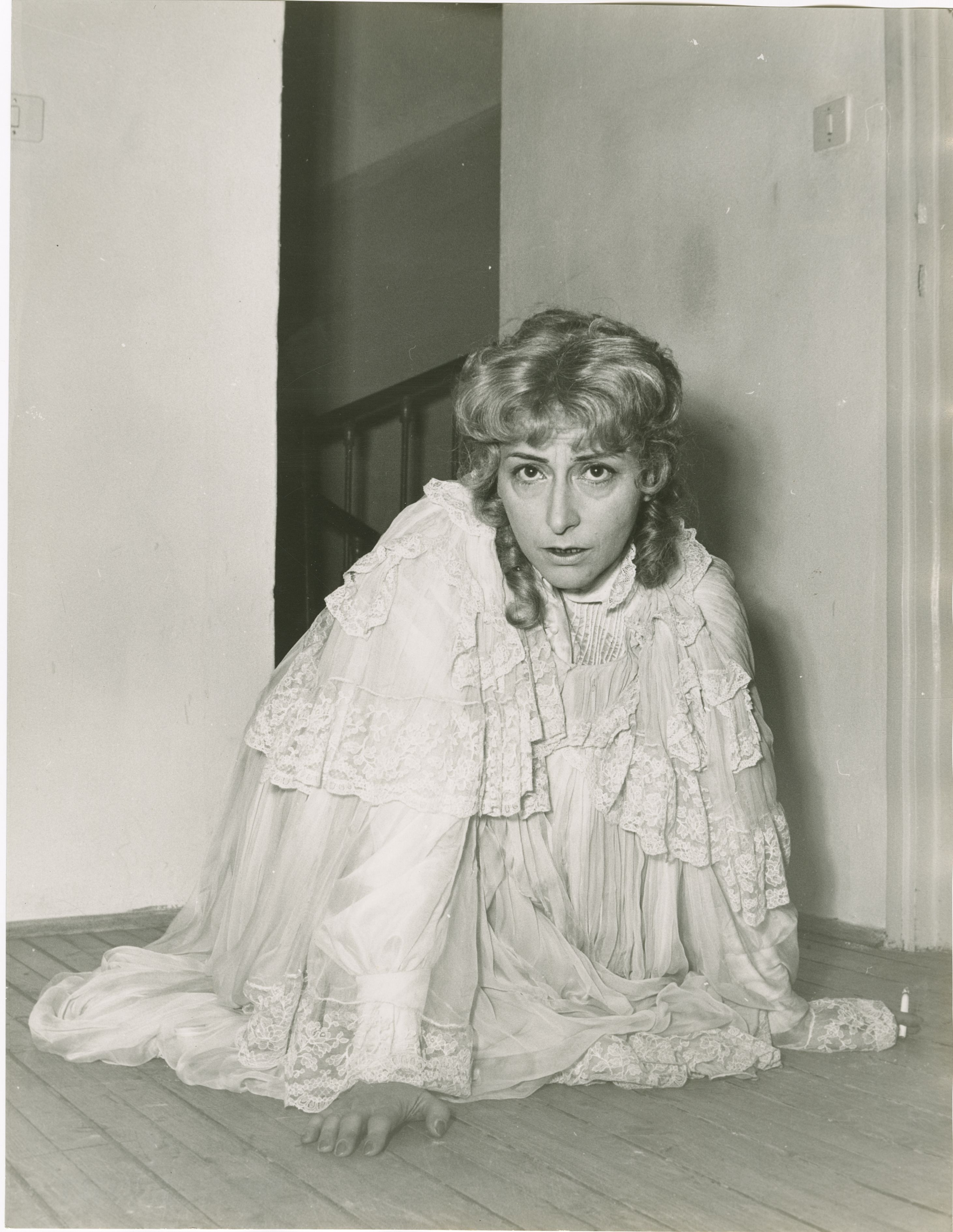
Lilla Brignone nel 1959

- Un uomo come gli altri di Armand Salacrou, regia di Luigi Cimara, Teatro Eliseo di Roma, 12 giugno 1946.
- L'albergo dei poveri, regia di Giorgio Strehler (1947)
- Le notti dell'ira, regia di Giorgio Strehler (1947)
- I giganti della montagna, regia di Giorgio Strehler (1947)
- L'uragano, regia di Giorgio Strehler (1947)
- Delitto e castigo, regia di Giorgio Strehler (1948)
- La selvaggia, regia di Giorgio Strehler (1948)
- Riccardo II, regia di Giorgio Strehler (1948)
- La tempesta, regia di Giorgio Strehler (1948)
- Romeo e Giulietta, regia di Giorgio Strehler (1948)
- Assassinio nella cattedrale, regia di Giorgio Strehler (1948)
- Il gabbiano, regia di Giorgio Strehler (1948)
- La famiglia Antrobus, regia di Giorgio Strehler (1948)
- La bisbetica domata, regia di Giorgio Strehler (1949)
- Gente nel tempo, regia di Giorgio Strehler (1949)
- Il piccolo Eyolf, regia di Giorgio Strehler (1949)
- La parigina, regia di Giorgio Strehler (1950)
- Riccardo III, regia di Giorgio Strehler (1950)
- I giusti, regia di Giorgio Strehler (1950)
- Alcesti di Samuele, regia di Giorgio Strehler (1950)
- La putta onorata, regia di Giorgio Strehler (1950)
- Estate e fumo, regia di Giorgio Strehler (1950)
- Il misantropo, regia di Giorgio Strehler (1950)
- La morte di Danton, regia di Giorgio Strehler (1950)
- Casa di bambola, regia di Giorgio Strehler (1951)
- L'oro matto, regia di Giorgio Strehler (1951)
- Non giurare su niente, regia di Giorgio Strehler (1951)
- La dodicesima notte, regia di Giorgio Strehler (1951)
- Elettra, regia di Giorgio Strehler (1951)
- OPLÀ, noi viviamo!, regia di Giorgio Strehler (1951)
- Macbeth, regia di Giorgio Strehler (1952)
- Emma, regia di Giorgio Strehler (1952)
- Il cammino sulle acque, regia di Giorgio Strehler (1952)
- Elisabetta d'Inghilterra, regia di Giorgio Strehler (1952)
- L'ingranaggio, regia di Giorgio Strehler (1953)
- Sei personaggi in cerca d'autore, regia di Giorgio Strehler (1953)
- Lulù di Carlo Bertolazzi,[5] regia di Giorgio Strehler (1953)
- Come le foglie, regia di Luchino Visconti (1954)
- Il crogiuolo, regia di Luchino Visconti (1955)
- Questa sera si recita a soggetto, regia di Giorgio Strehler (1956)
- La signorina Giulia, regia di Luchino Visconti (1957)
- Immagini e tempi di Eleonora Duse, regia di Luchino Visconti (1958)
- Veglia la mia casa, Angelo, regia di Luchino Visconti (1958)
- Estate e fumo di Tennessee Williams, regia di Virginio Puecher, Teatro della Cometa di Roma, 20 novembre 1959.
- La seppia di Riccardo Rangoni, regia di Sandro Bolchi, Teatro Manzoni di Milano, 16 dicembre 1960.
- L'amante compiacente di Graham Greene, regia di Sandro Bolchi, Teatro Manzoni di Milano, 28 dicembre 1960.
- Brodo di pollo con orzo, regia di Virginio Puecher (1963)
- Maria Stuarda di Friedrich Schiller, regia di Luigi Squarzina (1965)
- La monaca di Monza, regia di Luchino Visconti (1967)
- I parenti terribili di Jean Cocteau, regia di Franco Enriquez (1978)
- Come le foglie di Giuseppe Giacosa, regia di Giancarlo Sepe (1979)
- Danza macabra, regia di Giancarlo Sepe (1981)
- Così è (se vi pare), regia di Giancarlo Sepe (1982)

## Prosa radiofonica Eiar
- Le spoglie di Eligio, commedia di Albero Donaudy, regia di Aldo Silvani, trasmessa il 11 marzo 1939.
- Troppo eguali, commedia di Gino Rocca, regia di Luigi Maggi, trasmessa il 31 gennaio 1940.
- Risveglio, commedia di Eligio Possenti, regia di Guglielmo Morandi, trasmessa il 5 aprile 1940.
- Fricchi, commedia di Dario Niccodemi, regia di Guglielmo Morandi, trasmessa il 25 aprile 1940.

## Prosa radiofonica Rai

Lilla Brignone e Gianni Santuccio durante le prove de L'uomo al punto (1960)

- Il misantropo di Molière, regia di Giorgio Strehler, trasmessa il 26 aprile 1951.
- Se non così di Luigi Pirandello, regia di Enzo Ferrieri, trasmessa il 31 ottobre 1952
- Le smanie per la villeggiatura di Carlo Goldoni, regia di Guglielmo Morandi, trasmessa il 7 luglio 1953.
- Le avventure della villeggiatura di Carlo Goldoni, regia di Guglielmo Morandi, trasmessa il 7 agosto 1953.
- Il ritorno dalla villeggiatura di Carlo Goldoni, regia di Guglielmo Morandi, trasmessa il 8 settembre 1953.
- La parigina di Henry Becque, regia di Giorgio Strehler, trasmessa il 1 febbraio 1954.
- L'allodola di Jean Anouilh, regia di Mario Ferrero, trasmessa il 12 marzo 1954.
- Britannico di Jean Racine, regia di Corrado Pavolini, trasmessa il 13 gennaio 1956.
- Il Tartufo di Molière, regia di Gianni Santuccio, compagnia Stabile del Teatro Manzoni di Milano, trasmessa il 5 agosto 1956.
- Anna Christie di Eugene O'Neill, regia di Pietro Masserano Taricco, trasmessa il 28 febbraio 1957.
- I disonesti, dramma di Gerolamo Rovetta, regia di Enzo Ferrieri, trasmessa il 13 maggio 1957.
- Processo in famiglia, commedia di Diego Fabbri, regia di Alessandro Brissoni, trasmessa il 10 gennaio 1958.
- L'uomo al punto di Giuseppe Dessì, regia di Giacomo Colli, trasmessa il 14 dicembre 1960.
- La ragazza al balcone, radiodramma di Edoardo Anton, regia di Luciano Mondolfo, trasmesso il 9 giugno 1962.
- La fidanzata del bersagliere, radiodramma di Edoardo Anton, regia di Luciano Mondolfo, trasmessa il 7 gennaio 1964.

## Doppiaggio
- Katharine Hepburn in Le troiane
- Miriam Karlin in Arancia meccanica
- Simone Signoret in Adua e le compagne
- Françoise Rosay in Non sono più guaglione
- Anouk Aimée in La dolce vita, Il morbidone
- Betsy Blair in Senilità
- Melina Merkouri in Il giudizio universale
- Edwige Feuillère in Scusi, facciamo l'amore?
- Cicely Browne in Il Casanova di Federico Fellini
- Gianna Maria Canale in Le schiave di Cartagine

## Doppiatrici italiane
Lilla Brignone è stata doppiata in poche occasioni e precisamente da:
- Lydia Simoneschi in Fantasmi a Roma, Rocambole, Coriolano, eroe senza patria
- Tina Lattanzi in La risaia
- Gianna Piaz in Il deserto dei Tartari